# Margarinotus guttifer
Margarinotus guttifer är en skalbaggsart som beskrevs av Horn 1862. Margarinotus guttifer ingår i släktet Margarinotus och familjen stumpbaggar. Inga underarter finns listade i Catalogue of Life.